# Владетель Баллантрэ
«Владетель Баллантрэ» (также «Хозяин Баллантре» или «Мастер Баллантрэ»; англ. The Master of Ballantrae: A Winter's Tale) — исторический роман шотландского писателя Роберта Льюиса Стивенсона, опубликованный в 1889 году. Повествует о соперничестве и приключениях двух братьев 
во времена восстания якобитов.

## Различные издания
В первом издании 1889 года книга начинается сразу с первой главы. Во втором («эдинбургском») издании Стивенсон добавил предисловие, в котором сказано, что рукопись романа автор получил от своего знакомого. Есть еще третий вариант издания, в котором добавлена «заметка» от редактора.

## Сюжет
Повествование подано как мемуары Эфраима Маккелара, слуги в поместье Дэррисдир в Шотландии (с включением двух фрагментов, написанных полковником Фрэнсисом Бэрком). Действие начинается в 1745 году, в год второго восстания якобитов. Когда Красавчик принц Чарли поднимает восстание, по решению своего отца два брата Дэррисдира — Джеймс и Генри, должны разделиться: один из них должен присоединиться к восставшим, а другой — к роялистам. Таким образом, какая из сторон ни победит, поместье останется во владении семьи. Младший из братьев хочет присоединиться к восставшим, но старший против, и они бросают жребий. Старший выигрывает и отправляется к якобитам, а младший остаётся поддерживать короля Георга II.
Восставшие проиграли, старшего Дэррисдира считают погибшим. Генри становится наследником, но не принимает титула владетель Баллантрэ. По настоянию отца, Генри женится на невесте своего брата, чтобы поправить семейное состояние. Проходит несколько лет. Генри не любят горожане, так как считают его предателем восстания. Отец и жена относятся к нему с полным безразличием, потому что скорбят по погибшему Джеймсу, любимцу семьи. Вскоре считавшийся погибшим Джеймс возвращается и начинает шантажировать Генри, угрожая разрушить его семью и лишить титула. Тяжелые испытания меняют Генри, превращая в угрюмого и замкнутого человека, одержимого одной мыслью — уничтожить брата, отравившего его жизнь. Действие книги перемещается из поместья в Шотландии в дебри английских колоний Нового Света, куда Генри бежал, чтобы укрыться от преследования своего брата.

## Экранизации
- Хозяин Баллантрэ — фильм (США) 1953 года, режиссёр Уильям Кайли.
- Хозяин Баллантрэ — фильм (США) 1984 года, режиссёр Даглас Хикокс (англ. Douglas Hickox).